# واكونيا
واكونيا (بالإنجليزية: Waconia, Minnesota)‏ هي مدينة تقع في ولاية مينيسوتا في الولايات المتحدة. تبلغ مساحة هذه المدينة 11.37 (كم²)، وترتفع عن سطح البحر  م، بلغ عدد سكانها 10697 نسمة في عام 2010 حسب إحصاء مكتب تعداد الولايات المتحدة.

## التركيبة السكانية
قام مكتب تعداد الولايات المتحدة بتحديد بيانات التركيبة السكانية لواكونيافي تعداد الولايات المتحدة. في ما يلي، التركيبة السكانية حسب تعدادي 2000 و2010.

### تعداد عام 2000
بلغ عدد سكان واكونيا 6,814 نسمة بحسب تعداد عام 2000، وبلغ عدد الأسر 2,568 أسرة وعدد العائلات 1,848 عائلة مقيمة في المدينة. في حين سجلت الكثافة السكانية 2,432.0 نسمة لكل ميل مربع (939.0/كم2). وبلغ عدد الوحدات السكنية 2,646 وحدة بمتوسط كثافة قدره 944.4 نسمة لكل ميل مربع (364.6/كم2).
وتوزع التركيب العرقي للمدينة بنسبة 97.06% من البيض و 0.12% من الأمريكيين الأصليين و 0.65% من الأمريكيين ذوي الأصول الآسيوية و 0.01% من سكان جزر المحيط الهادئ و 0.34% من الأمريكيين الأفارقة و 0.82% من عرقين مختلطين أو أكثر.
بلغ عدد الأسر 2,568 أسرة كانت نسبة 40.7% منها لديها أطفال تحت سن الثامنة عشر تعيش معهم، وبلغت نسبة الأزواج القاطنين مع بعضهم البعض 61.0% من أصل المجموع الكلي للأسر، ونسبة 7.8% من الأسر كان لديها معيلات من الإناث دون وجود شريك، وكانت نسبة 28.0% من غير العائلات. وبلغ متوسط حجم الأسرة المعيشية 3.12، أما متوسط حجم العائلات فبلغ 2.62.
بلغ العمر الوسطي للسكان 33 عاماً. وكانت نسبة 5.8% بين الثامنة عشر والأربعة وعشرون عاماً، ونسبة 35.5% كانت واقعةً في الفئة العمرية ما بين الخامسة والعشرون حتى والأربعة وأربعون عاماً، ونسبة 16.3% كانت ما بين الخامسة والأربعون حتى الرابعة والستون، ونسبة 12.4% كانت ضمن فئة الخامسة والستون عاماً فما فوق. يوجد لكل 100 أنثى 91.1 ذكر، ويوجد لكل 100 أنثى في الثامنة عشر من عمرها فما فوق 89.5 ذكر.
بلغ متوسط دخل الأسرة في المدينة 55,705 دولار، أما متوسط دخل العائلة فبلغ 67,703 دولار. وكان متوسط دخل الذكور 43,535 دولار مقابل 29,488 دولار للإناث. وسجل دخل الفرد الخاص بالمدينة 26,996 دولار. وكانت نسبة 2.9% من العائلات ونسبة 3.8% من السكان تحت خط الفقر، وكان من هؤلاء نسبة 3.7% تحت سن الثامنة عشر ونسبة 9.5% في الخامسة والستين من العمر وما فوق.

## معرض صور

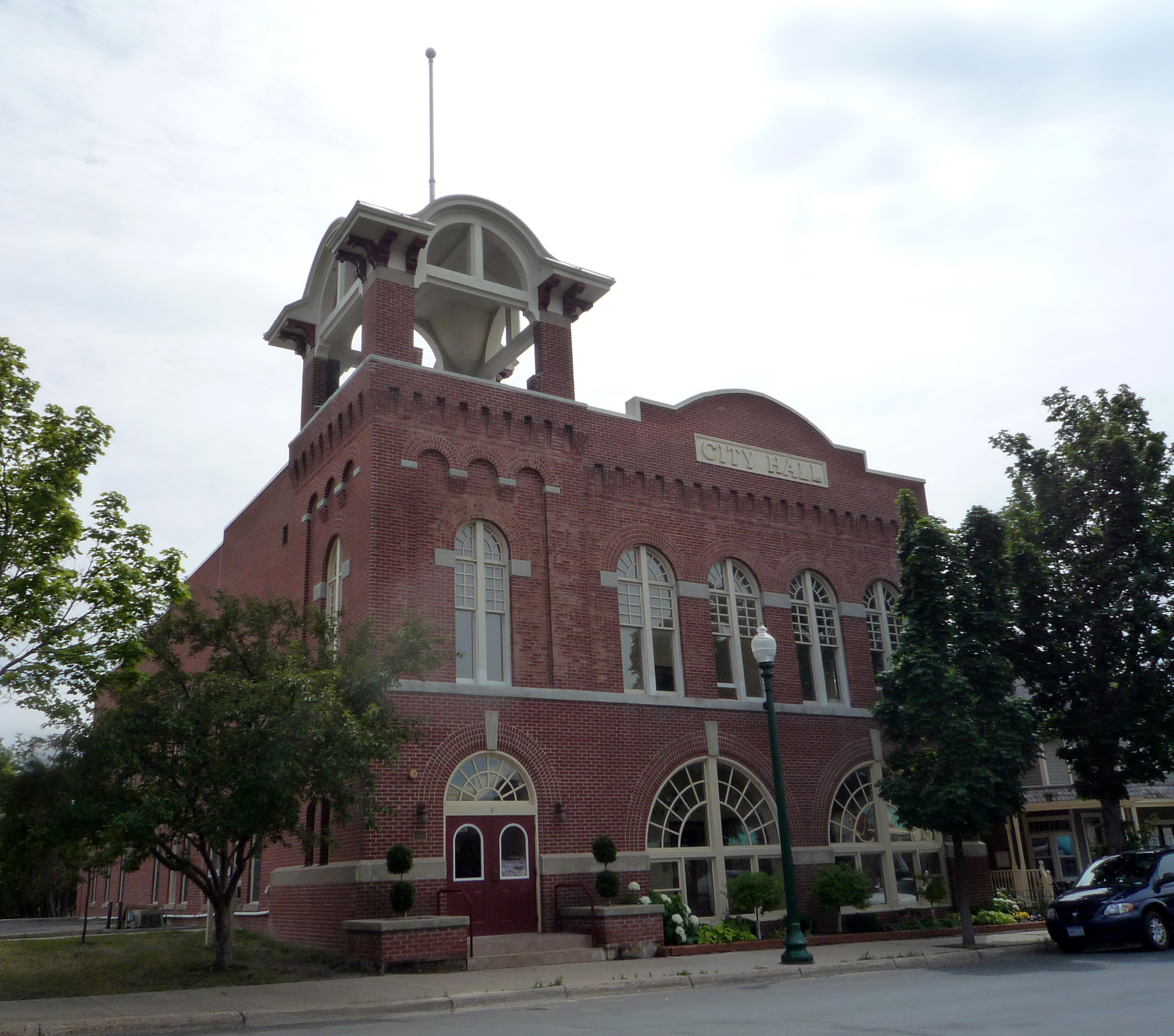
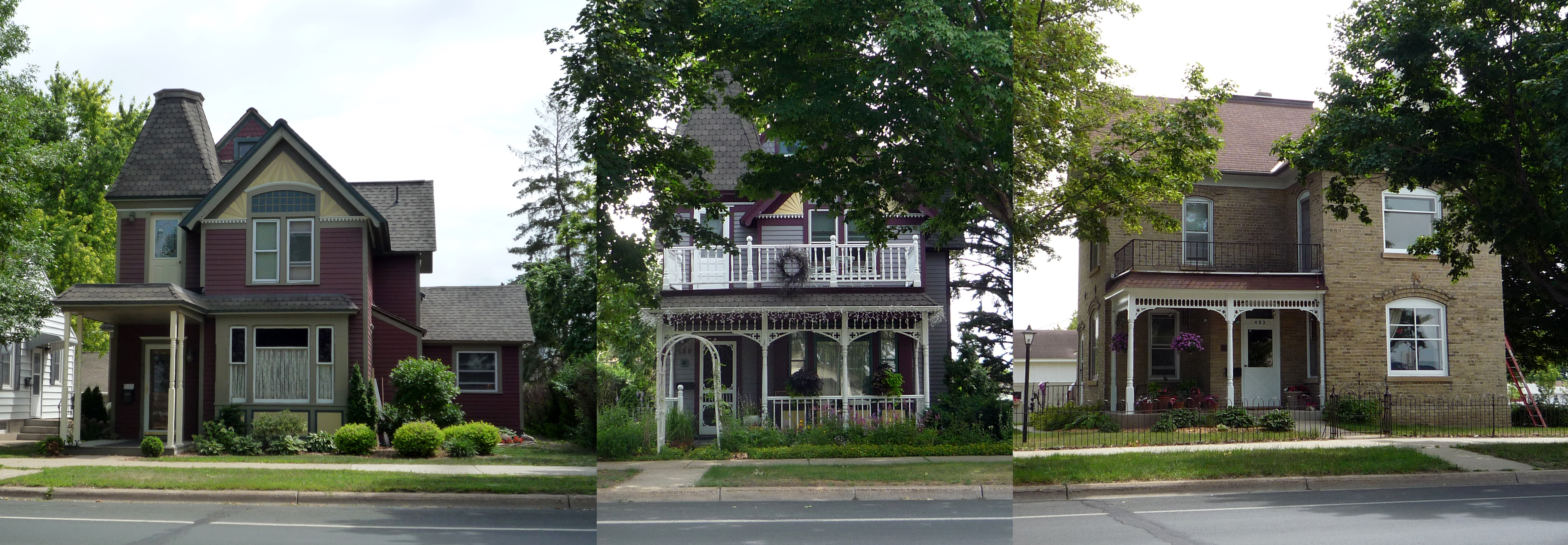
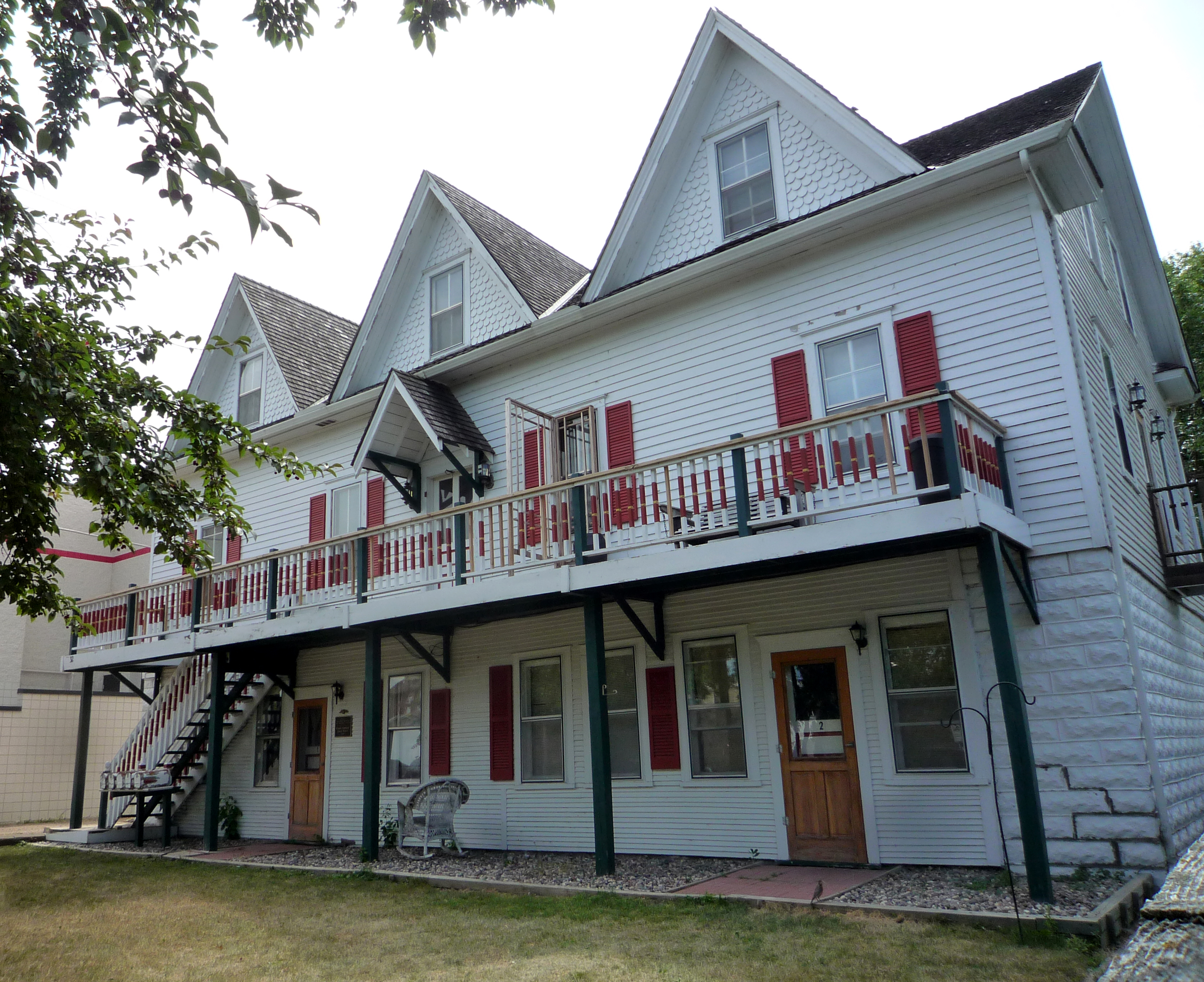
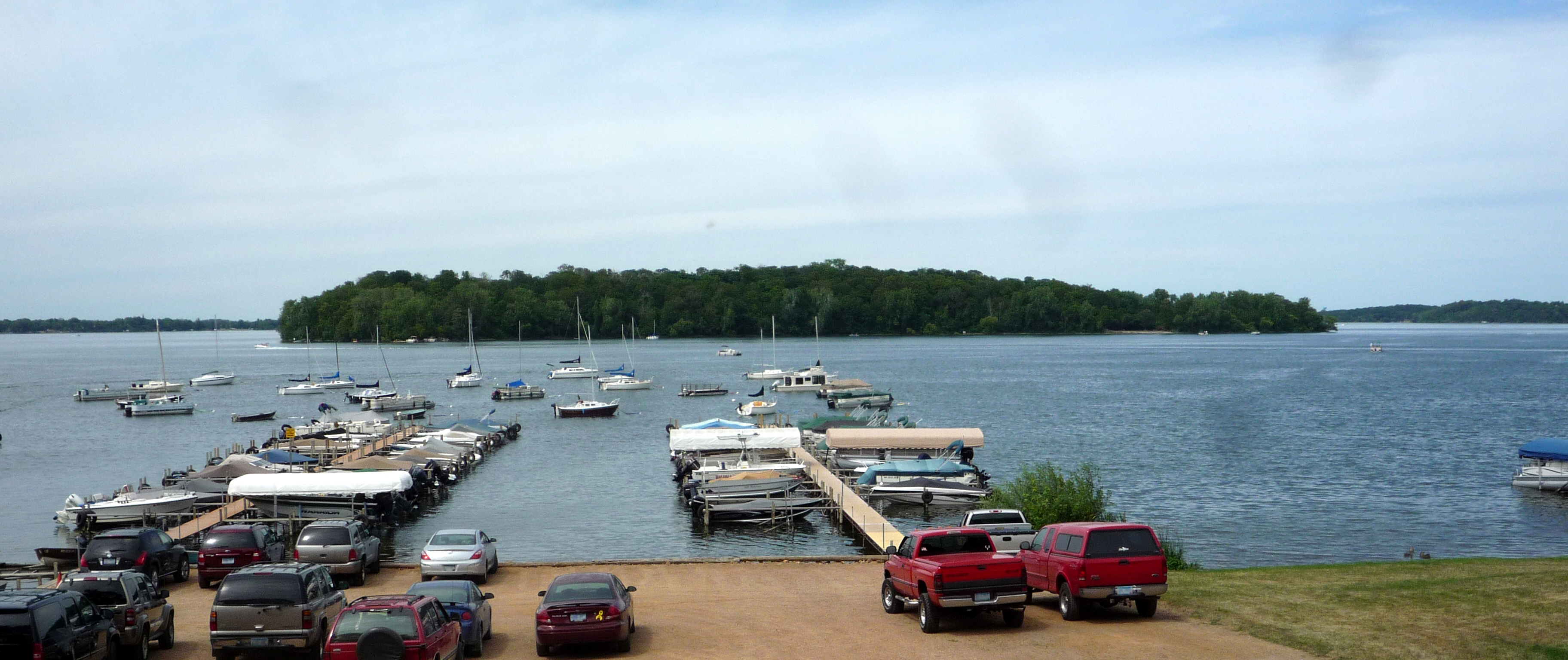
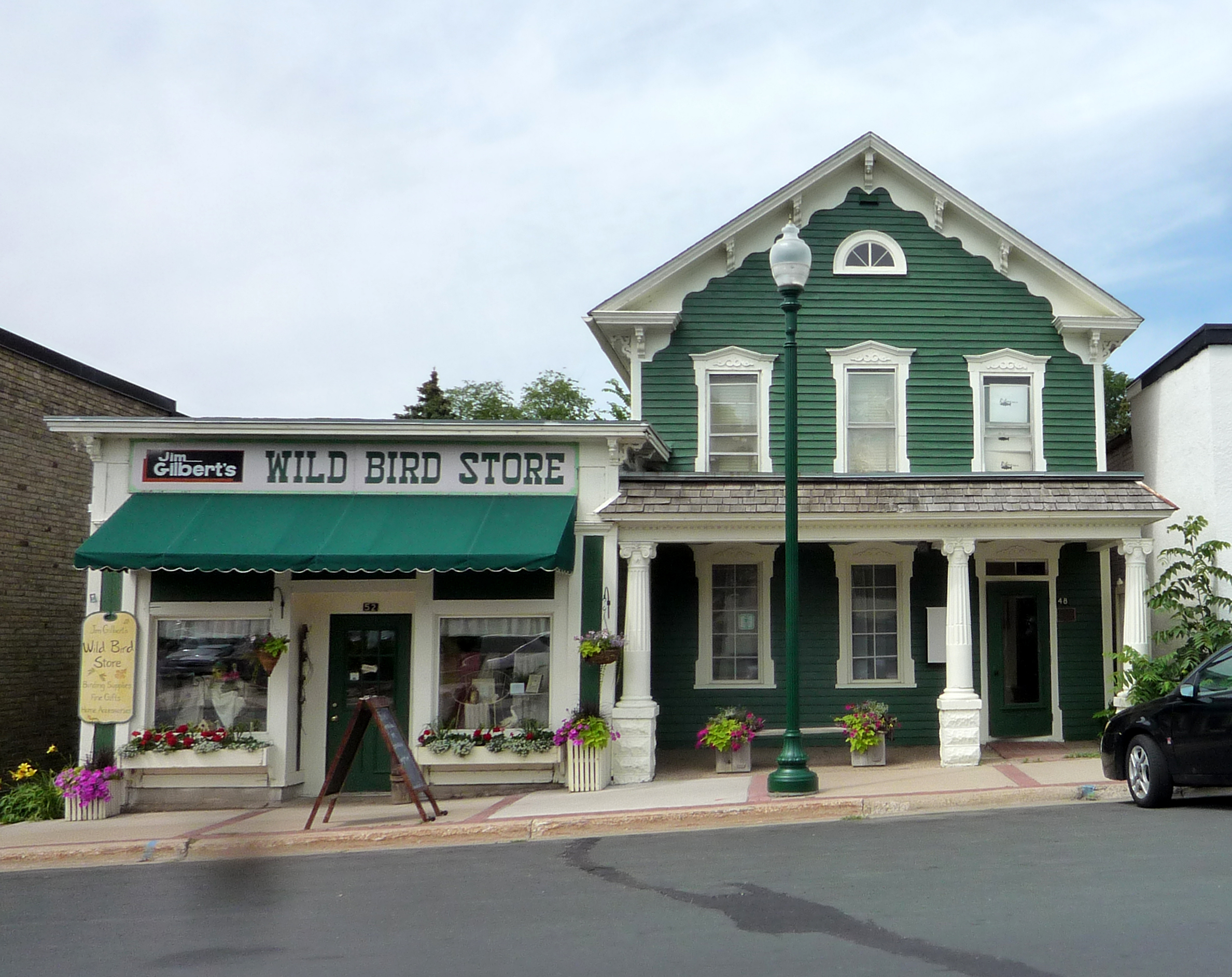
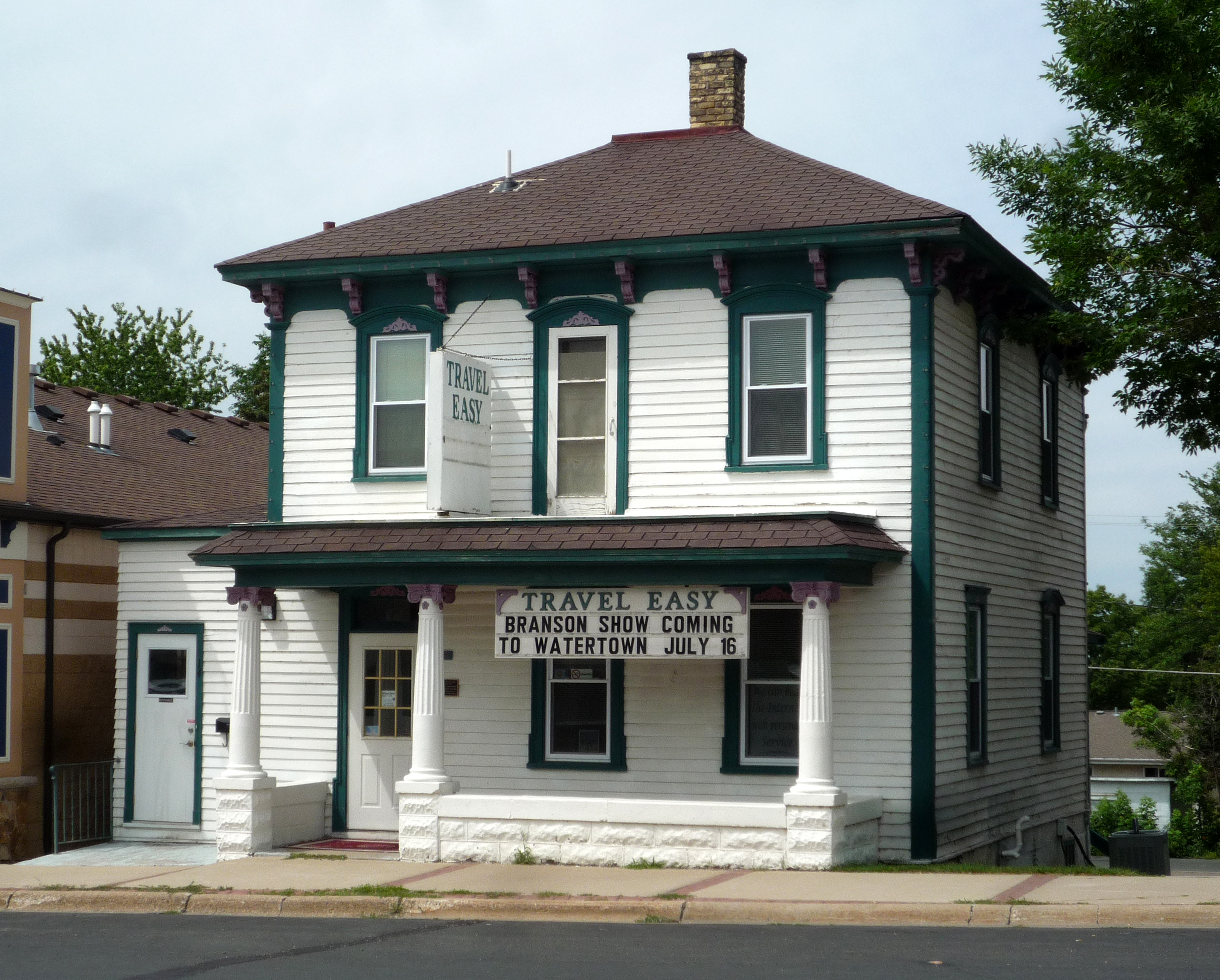

### تعداد عام 2010
بلغ عدد سكان واكونيا 10,697 نسمة بحسب تعداد عام 2010، وبلغ عدد الأسر 3,909 أسرة وعدد العائلات 2,748 عائلة مقيمة في المدينة. في حين سجلت الكثافة السكانية 2,464.7 نسمة لكل ميل مربع (951.6/كم2). وبلغ عدد الوحدات السكنية 4,112 وحدة بمتوسط كثافة قدره 947.5 لكل ميل مربع (365.8/كم2).
وتوزع التركيب العرقي للمدينة بنسبة 95.7% من البيض و 0.3% من الأمريكيين الأصليين و 1.1% من الأمريكيين ذوي الأصول الآسيوية و 1.1% من الأمريكيين الأفارقة و 1.1% من عرقين مختلطين أو أكثر.
بلغ عدد الأسر 3,909 أسرة كانت نسبة 45.2% منها لديها أطفال تحت سن الثامنة عشر تعيش معهم، وبلغت نسبة الأزواج القاطنين مع بعضهم البعض 60.1% من أصل المجموع الكلي للأسر، ونسبة 7.1% من الأسر كان لديها معيلات من الإناث دون وجود شريك، بينما كانت نسبة 3.0% من الأسر لديها معيلون من الذكور دون وجود شريكة وكانت نسبة 29.7% من غير العائلات. وبلغ متوسط حجم الأسرة المعيشية 3.31، أما متوسط حجم العائلات فبلغ 2.70.
بلغ العمر الوسطي للسكان 34.9 عاماً. وكانت نسبة 32.5% من القاطنين تحت سن الثامنة عشر، وكانت نسبة 5% بين الثامنة عشر والأربعة وعشرون عاماً، ونسبة 30.7% كانت واقعةً في الفئة العمرية ما بين الخامسة والعشرون حتى والأربعة وأربعون عاماً، ونسبة 20.7% كانت ما بين الخامسة والأربعون حتى الرابعة والستون، ونسبة 11.3% كانت ضمن فئة الخامسة والستون عاماً فما فوق. وتوزع التركيب الجنسي للسكان بنسبة 48.4% ذكور و51.6% إناث.

## وصلات خارجية
- The US50 - Cities and Towns in Minnesota State